# Józef Kopczyński (oficer)
Józef Kopczyński (ur. 30 kwietnia 1896 w Bąkowie, zm. 3 kwietnia 1979 w Łodzi) – major Wojska Polskiego, działacz niepodległościowy, powstaniec wielkopolski, kawaler Orderu Virtuti Militari.

## Życiorys
Urodził się 30 kwietnia 1896 w Bąkowie, w ówczesnym powiecie wyrzyskim Prowincji Poznańskiej, w rodzinie Jana i Franciszki z Dembińskich. Ukończył dwie klasy szkoły powszechnej i sześć klas gimnazjum Bergera w Poznaniu. W 1913 podjął pracę w Zakładach Hippolita Cegielskiego. W tym samym roku został członekiem Polskiej Organizacji Wojskowej Zaboru Pruskiego. W 1915 został wcielony do armii niemieckiej. Walczył na froncie zachodnim I wojny światowej.
Od listopada 1918 organizował wielkopolskie oddziały powstańcze i w ich szeregach jako dowódca kompanii grodziskiej walczył w powstaniu wielkopolskim. Następnie uczestniczył w wojnie polsko-bolszewickiej. W walkach o przyczółek mostowy pod Bobrujskiem, na czele patrolu wziął do niewoli jeńców i sprzęt wojskowy. Za bohaterstwo w walce odznaczony został Krzyżem Srebrnym Orderu Virtuti Militari.
Po zakończeniu działań wojennych pozostał w zawodowej służbie wojskowej. Był adiutantem w macierzystym 56 pułku piechoty wielkopolskiej w Krotoszynie, a potem drugim oficerem sztabu 25 Dywizji Piechoty w Kaliszu. W 1922 w Poznaniu zdał egzamin maturalny. 31 marca 1924 został mianowany kapitanem ze starszeństwem z 1 lipca 1923 i 224. lokatą w korpusie oficerów piechoty. Z dniem 19 stycznia 1926 został przydzielony z 25 DP do macierzystego 56 pp. W tym samym roku został przeniesiony w stan spoczynku, a później do pospolitego ruszenia. W cywilu kierował pracami wiertniczymi i pracował w Cechu Studniarsko-Wiertniczym w Poznaniu.
W 1939 walczył w kampanii wrześniowej. Po klęsce wojsk polskich przebywał w obozach jenieckich na terenie Niemiec. 
W 1945 powrócił do kraju i pracował na stanowisku kierownika grupy robót wiertniczych  w Miejskim Przedsiębiorstwie Instalacyjnym. 4 kwietnia 1974 został awansowany na majora. Zmarł 3 kwietnia 1979 w Łodzi, pochowany na cmentarzu św. Wincentego.
Był żonaty z Ireną z Głuchowskich, z którą miał dwóch synów: Tadeusza (ur. 8 lipca 1926) i Andrzeja (ur. 18 marca 1930).

## Ordery i odznaczenia
- Krzyż Srebrny Orderu Wojskowego Virtuti Militari nr 572[1]
- Krzyż Niepodległości – 20 lipca 1932 „za pracę w dziele odzyskania niepodległości”[11][4]
- Krzyż Kawalerski Orderu Odrodzenia Polski[10]
- Krzyż Walecznych czterokrotnie[5][4]
- Złoty Krzyż Zasługi[10]
- Medal Pamiątkowy za Wojnę 1918–1921[5]
- Medal Dziesięciolecia Odzyskanej Niepodległości[5]
- Wielkopolski Krzyż Powstańczy – 19 lutego 1958[12]